# Thibetoides flosamoris
Thibetoides flosamoris är en stekelart som beskrevs av Davis 1897. Thibetoides flosamoris ingår i släktet Thibetoides och familjen brokparasitsteklar. Inga underarter finns listade i Catalogue of Life.